# Yobai

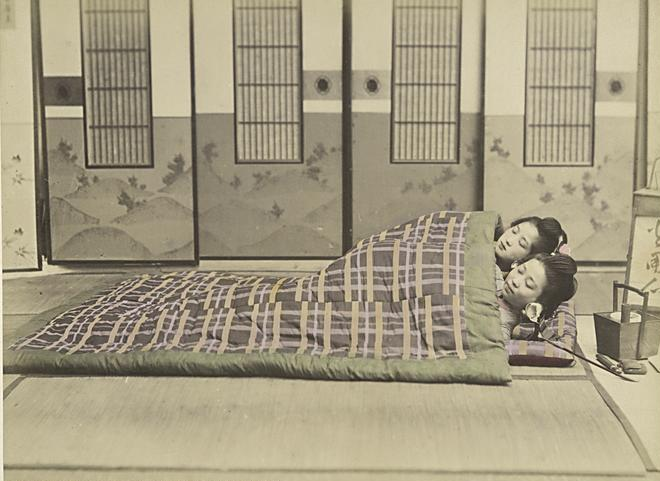
Śpiące Japonki

Yobai (jap. 夜這い, pol. dosł. Nocne pełzanie) – starożytny japoński zwyczaj praktykowany przez młode niezamężne osoby. Kiedyś był on powszechny w całej Japonii i był praktykowany w niektórych wsiach do początku okresu Meiji, a w niektórych odległych obszarach nawet do początku XX wieku.

## Opis
W nocy młody niezamężny mężczyzna po kryjomu wchodzi do domu z młodą niezamężną kobietą. Mężczyzna po cichu wślizgiwał się do pokoju kobiety i wyjawiał swoje zamiary. Jeśli kobieta się zgodziła, spali razem, a rano mężczyzna wychodził. Rodzina dziewczyny mogła o tym wiedzieć, ale przymknęła na to oko. Młodzi ludzie często znajdowali swoich małżonków w ten sposób.

## Badania folklorystyczne
Według etnologa Keisuke Akamatsu zwyczaj ten różnił się w zależności od regionu. Na niektórych obszarach każda kobieta po okresie dojrzewania, zamężna lub niezamężna, mogła być odwiedzana przez każdego mężczyznę po okresie dojrzewania, żonatego lub niezamężnego, z wioski, a nawet przez mężczyzn z innych wiosek i podróżników. W innych miejscach można było odwiedzać tylko zamężne kobiety i wdowy, podczas gdy samotne dziewczęta już nie. Istniały też różnice, takie jak „zamknięty” yobai, w którym tylko mężczyźni z tej samej wioski mieli prawo do odwiedzin.
Jednak dla innego etnologa, Kunio Yanagidy, było to coś, co nazwał „złym nawykiem”. Z drugiej strony krytyk Atsushi Koyano krytykuje gloryfikację nocnej kultury, argumentując, że nie jest to czysty, ale wymuszony akt gwałtu lub pół gwałtu, a nie „wolny stosunek seksualny między mężczyzną i kobietą”.